# Opole Lubelskie (gemeente)
De gemeente Opole Lubelskie is een stad- en landgemeente in het Poolse woiwodschap Lublin, in powiat Opolski (Lublin).
De zetel van de gemeente is in Opole Lubelskie.
Op 30 juni 2004 telde de gemeente 17 924 inwoners.

## Oppervlakte gegevens
In 2002 bedroeg de totale oppervlakte van gemeente Opole Lubelskie 193,81 km², waarvan:
- agrarisch gebied: 62%
- bossen: 29%

De gemeente beslaat 24,1% van de totale oppervlakte van de powiat.

## Demografie
Stand op 30 juni 2004:
| Omschrijving                   | Totaal | Totaal | Vrouwen | Vrouwen | Mannen | Mannen |
| ------------------------------ | ------ | ------ | ------- | ------- | ------ | ------ |
| eenheid                        | aantal | %      | aantal  | %       | aantal | %      |
| inwoners                       | 17 924 | 100    | 9310    | 51,9    | 8614   | 48,1   |
| bevolkingsdichtheid (inw./km²) | 92,5   | 92,5   | 48      | 48      | 44,4   | 44,4   |

In 2002 bedroeg het gemiddelde inkomen per inwoner 1152,79 zł.

## Plaatsen
Stad Opole Lubelskie en de dorpen:
Białowoda, Ćwiętalka, Darowne, Dąbrowa Godowska, Dębiny, Elżbieta, Elżbieta-Kolonia, Emilcin, Górna Owczarnia, Góry Kluczkowickie, Góry Opolskie, Grabówka, Jankowa, Kamionka, Kazimierzów, Kleniewo, Kluczkowice, Kluczkowice-Osiedle, Kręciszówka, Leonin, Ludwików, Majdan Trzebieski, Niezdów, Ożarów Drugi, Ożarów Pierwszy, Puszno Godowskie, Puszno Skokowskie, Rozalin, Ruda Godowska, Ruda Maciejowska, Sewerynówka, Skoków, Stanisławów, Stare Komaszyce, Stary Franciszków, Świdry, Truszków, Trzebiesza, Wandalin, Wola Rudzka, Wólka Komaszycka, Wrzelowiec, Wrzelowiec-Kierzki, Zadole, Zajączków, Zosin.

## Aangrenzende gemeenten
Chodel, Józefów nad Wisłą, Karczmiska, Łaziska, Poniatowa, Urzędów
- Gemeinsame Normdatei: 4392176-0
- Library of Congress Control Number: n79005974
- Nationale Bibliotheek van Israël: 987007552650605171
- Virtual International Authority File: 300527290
- WorldCat: E39PBJktmymwvmJDfkMqgMYHG3